# Übergangskegel
Der Übergangskegel ist ein steiler Schwemmkegel eines Gletscherbaches, der sich an das Gletscherende anschließt. 
Übergangskegel sind talaufwärts mit Endmoränen verzahnt, talwärts gehen sie in die Schotterfelder der Gletscherbäche über.
Der Übergangskegel ist eine Ansammlung von Schwemmgut (Sand, Steinen, Geröll usw.), das vom Gletscherwasser den Berg hinab geschwemmt wurde und sich an die vom Gletscher aufgeschobene Endmoräne anschließt und sich in Schotterfeldern verläuft.
Mit dem Rückzug des Gletschers zerschneidet der Gletscherbach wegen des erhöhten Schmelzwasseraufkommens den Übergangskegel wieder, wodurch trompetenförmige kleine Täler entstehen, die so genannten Trompetentälchen.